# Diesendorf (Gemeinde Asperhofen)
Diesendorf ist eine Ortschaft und Katastralgemeinde der Marktgemeinde Asperhofen in Niederösterreich. Die Ortschaft hat 99 Einwohner (1. Jänner 2024).

## Geografie
Das Straßendorf liegt 2 Kilometer westlich von Asperhofen und ist über die Landesstraße L2227 erreichbar. Das Dorf selbst wird aber durch die Landesstraße L2228 erschlossen.

## Geschichte
Im Jahr 1822 wurde der Ort als Dorf mit 23 Häusern genannt, das nach Asperhofen eingepfarrt war, wohin auch die Kinder eingeschult wurden. Die Herrschaft Murstetten besaß die Ortsobrigkeit, die Herrschaft Neulengbach übte die Landgerichtsbarkeit aus und besorgte die Konskription. Die Untertanen und Grundholde des Ortes gehörten der Herrschaft Murstetten. Der Franziszeischen Kataster von 1821 zeigt Diesendorf mit mehreren kleineren und größeren Gehöften. Laut Adressbuch von Österreich waren im Jahr 1938 in Diesendorf ein Gastwirt, ein Schuster und einige Landwirte mit Ab-Hof-Verkauf ansässig.

## Kultur und Sehenswürdigkeiten
- spätbarocke Kapelle mit einer Statue der hl. Barbara aus der 2. Hälfte des 18. Jahrhunderts.